# Wiktor Dręgiewicz
Wiktor Aleksander Dręgiewicz (ur. 17 lutego 1860, zm. 16 czerwca 1922 w Truskawcu) – polski urzędnik, inspektor policji w Sanoku, działacz społeczny.

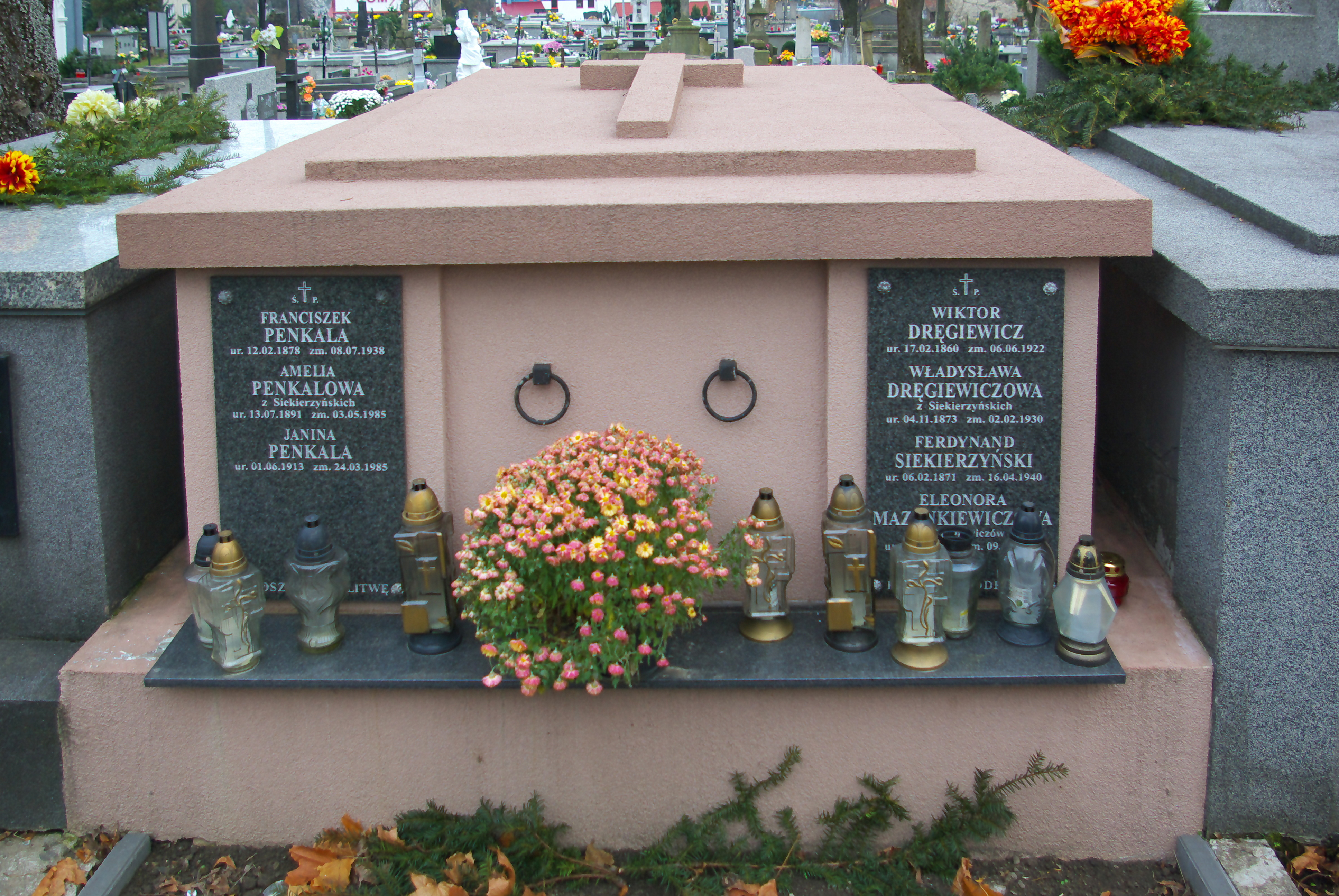
Grobowiec rodziny Dręgiewiczów

## Życiorys
Wiktor Aleksander Dręgiewicz urodził się 18 lutego 1860. Był synem Karola (członek wydziału miejskiego w Sanoku w latach 1850–1865, zm. 1882 w wieku 60 lat) i Gertrudy z domu Świerczyńskiej. Był też bratem Eleonory (ur. 1852) i Władysława (ur. 1866), siostrzeńcem Ludwika Świerczyńskiego, sekretarza magistratu w Sanoku. Kształcił się w czteroletniej szkole ludowej i na trzyletnim kursie. Uzyskał zawód krawca.
W okresie zaboru austriackiego w ramach autonomii galicyjskiej wstąpił do służby urzędniczej. Od stycznia 1880 do połowy września 1881 był dietariuszem w magistracie we Lwowie, a od czerwca 1882 do końca października 1883 dietariuszem w tamtejszym C. K. Namiestnictwie. Od kwietnia 1894 był tymczasowym kancelistą w Sanoku, a w maju 1895 mianowany na stałe na tym stanowisku. 12 października 1898 został wybrany przez radę miejską w Sanoku na stanowisko inspektora policji przy magistracie w Sanoku (zostając następcą sprawującego ten urząd, zmarłego 20 stycznia 1898 Jana Mozołowskiego), a 29 października tego roku złożył przysięgę służbową. Stanowisko sprawował w kolejnych latach. Do 1906 zajmował mieszkanie służbowe w budynku mieszczącym Czytelnię Mieszczańską. Sprawując stanowisko inspektora nie był wyposażony w broń palną, zaś w 1906 uzyskał refundację kosztów zakupu rewolweru w celu obrony własnej. Podczas służby otrzymał nagrodę za 5-letnią pracę w administracji samorządowej (1901, tzw. kwinkwinium), pochwałę od władz miasta (1905). Po odejściu ze stanowiska został zastąpiony przez Michała Guzika.
Od stycznia 1889 do końca 1891 pełnił funkcję sekretarza stowarzyszenia „Rodzina”, a od 1890 był sekretarzem stowarzyszenia przemysłowców w Sanoku. Sprawował stanowisko przewodniczącego Powiatowej Kasy Chorych w Sanoku. Od 1897 został mianowany na funkcję zastępcy oglądacza bydła, a od 1902 funkcję komisarza targowego. Tymczasowo był także niewykwalifikowanym zastępcą weterynarza. Sprawując stanowisko inspektora policji był równolegle zastępcą weterynarzy miejskich: dr. Mieczysława Dalkiewicza, Konstantego Żelechowskiego, później przy braku pierwszego weterynarza. Udzielał się w Czytelni Mieszczańskiej w Sano96 ku, funkcjonującej w budynku Ramerówka, w której był skarbnikiem wydziału i od 1896 członkiem komisji kontrolującej, 28 stycznia 1905 wybrany wydziałowym. Działał w Towarzystwie Upiększania Miasta Sanoka, w którym był zastępcą wydziałowego od 18 marca 1905. Był członkiem sanockiego gniazda Polskiego Towarzystwa Gimnastycznego „Sokół”: 1906, 1912, 1920, 1921, 1922, w tym działał we władzach przed 1914. Należał do ochotniczej straży pożarnej w Sanoku. W 1910 Rada Zawiadowcza Krajowego Związku Ochotniczych Straży Pożarnych przyznała mu odznakę honorową za 35 lat służby.
Sprawował mandat radnego Rady Miasta Sanoka, od 1889, wybrany w 1890.
Zmarł 16 czerwca 1922 w Truskawcu. Został pochowany w grobowcu rodzinnym na cmentarzu przy ul. Rymanowskiej w Sanoku.
7 lutego 1893 poślubił Franciszkę Władysławę Siekierzyńską (1873–1930, później określaną imieniem Władysława). Jego krewnym był Leopold Dręgiewicz (1884–1945, lekarz dentysta i oficer Wojska Polskiego).